# Maison du Cornet (Grand-Place)
La « Maison du Cornet » (De Hoorn en néerlandais, Den Hoeren en moyen néerlandais), ou « Maison de la Frégate », est une maison de style baroque située au numéro 6 de la Grand-Place de Bruxelles en Belgique, entre les maisons de la Louve et du Renard, sur le côté nord-ouest de la place.
C'est l'ancienne maison de la corporation des bateliers.

## Historique
La « Maison du Cornet » était la « maison des bateliers, constitués en gilde depuis 1379. Élevée sur l'ancien domaine des Serhuyghs, cette maison s'appelait primitivement « Den Bergh » (la Montagne) ; elle fut investie par les bateliers en 1434 sans doute. ». Un acte de 1297 mentionné dans les archives de Saint-Gudule mentionne une « Domus dicta den Berghe » et un acte de 1340 provenant de la même source précise « au lieu appelé de Berch ». 
En 1456, les archives des merciers, propriétaires de la Maison du Renard voisine, la dénomment « den Hoeren ».
« Cette maison était alors en bois et sur la façade on voyait sculptés un batelet et deux cors ».
« En 1598, une nouvelle maison est construite pour la gilde avec une façade en bois » mais peu après « en 1641-1645 elle est reconstruite en pierre sur les plans du tailleur de pierre Godefroid ».
Seul le rez-de-chaussée échappe à la destruction lors du bombardement de Bruxelles par les troupes françaises de Louis XIV commandées par le maréchal de Villeroy en août 1695. La maison est alors reconstruite en 1697 par l'architecte et ébéniste Antoine Pastorana (ou Antoon Pastorana) qui en dessina le pignon en forme de poupe de navire.
Le plan de la maison est approuvé le 17 janvier 1697. Par contrat passé le 3 avril 1697, les doyens du Métier des Bateliers confièrent à Pierre Van Dievoet l'exécution de toute la sculpture de la façade.
Au XVIIIe siècle, elle portait le nom de « De Hoorn ».
Dans les dernières années de sa vie, Charles Baudelaire, installé à Bruxelles de 1864 à 1866, donne une série de six conférences au « Cornet ».
La façade de la maison est restaurée de 1899 à 1902 par l'architecte Adolphe Samyn avec de la pierre de Gobertange et de la pierre d'Euville, avec des contributions des sculpteurs Godefroid Devreese et Pierre Braecke,.

Le bombardement de Bruxelles en 1695 par les troupes françaises du maréchal de Villeroy
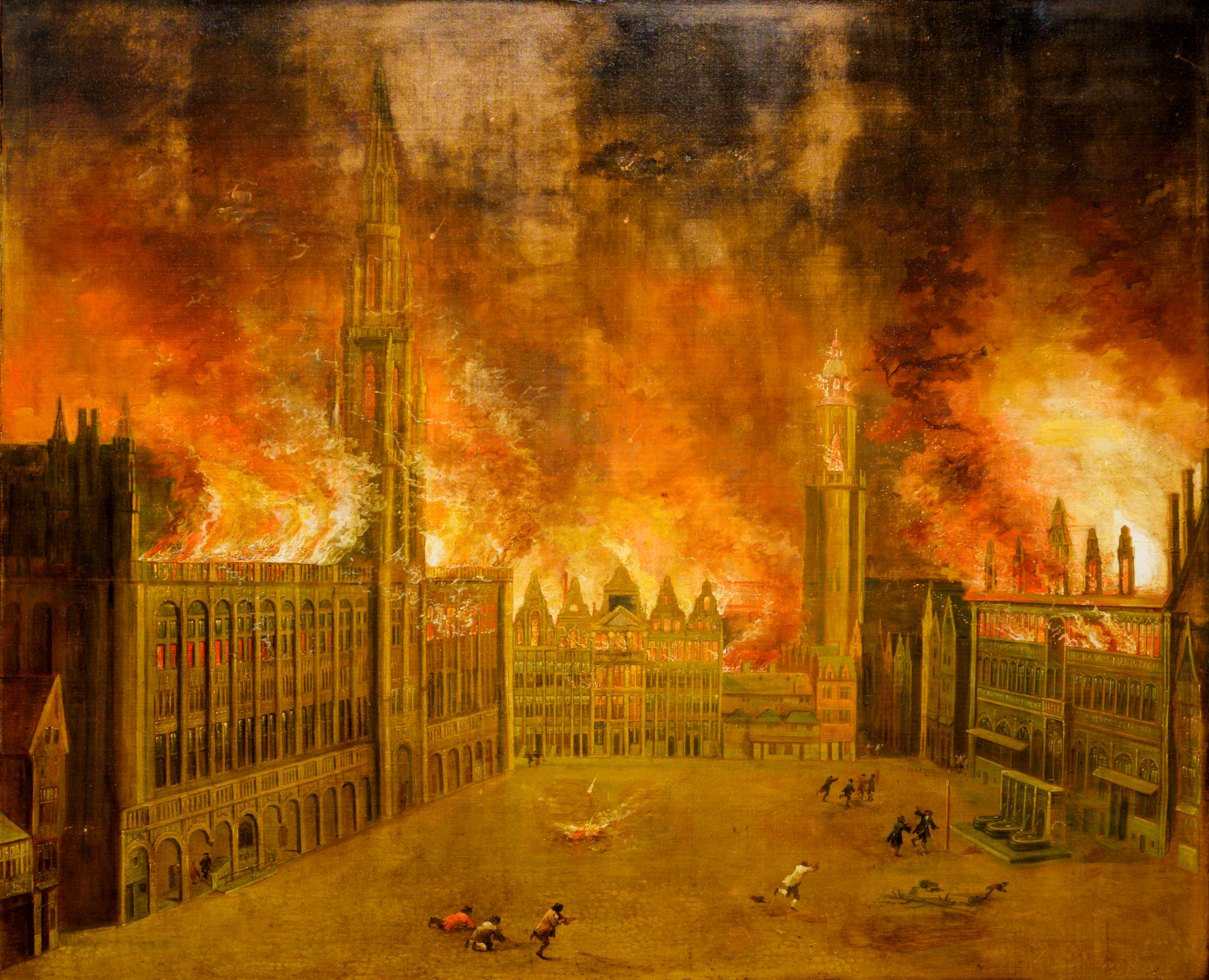
La Grand-Place en feu la nuit du 13 au 14 août 1695 (anonyme, musée de la Ville de Bruxelles) : la Maison du Cornet et ses voisines dans le fond.
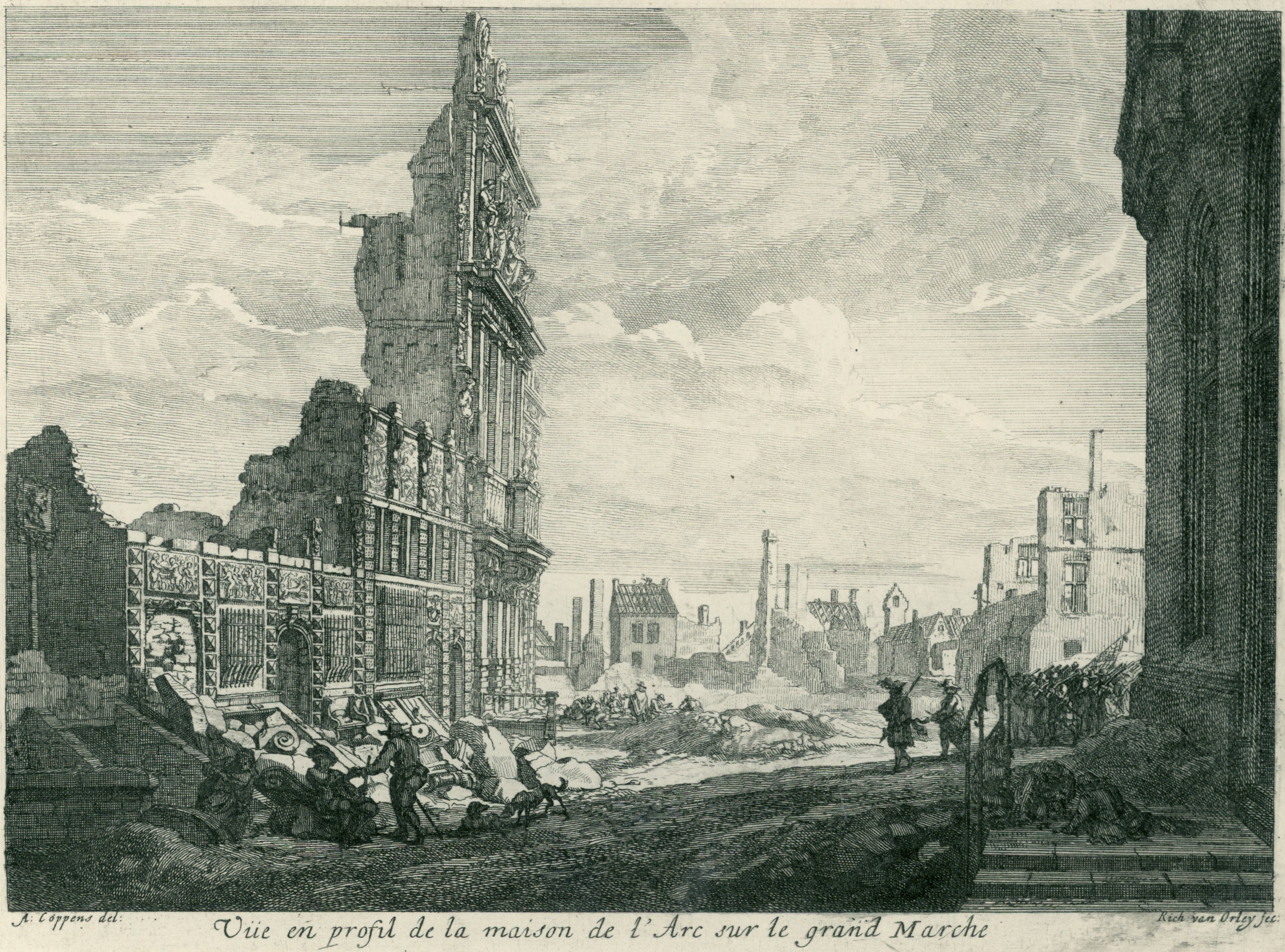
La maison de la Louve (encore partiellement debout, au centre) et ses voisines entièrement détruites (par Richard van Orley d'après Augustin Coppens, Rijksmuseum, Amsterdam).

## Classement
Les façades et les toitures de toutes les maisons qui bordent la Grand-Place font l'objet d'un classement au titre des monuments historiques en tant qu'ensemble depuis le 19 avril 1977 sous la référence globale 2043-0065/0.
Le classement a été étendu à d'autres parties du bâtiment le 7 novembre 2002, sous la référence 2043-0065/006.

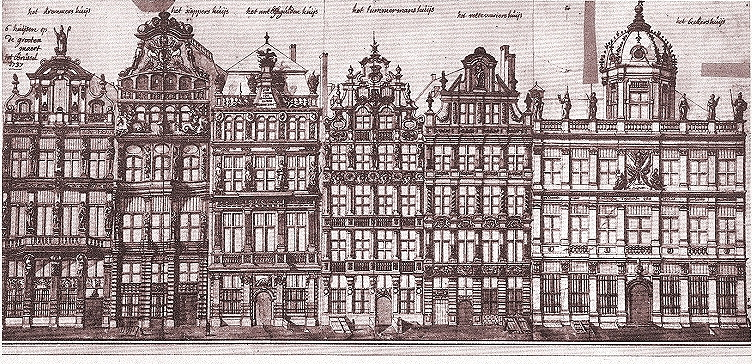
La Maison du Cornet (deuxième à gauche) et ses voisines. Dessin de Ferdinand-Joseph Derons (1727).
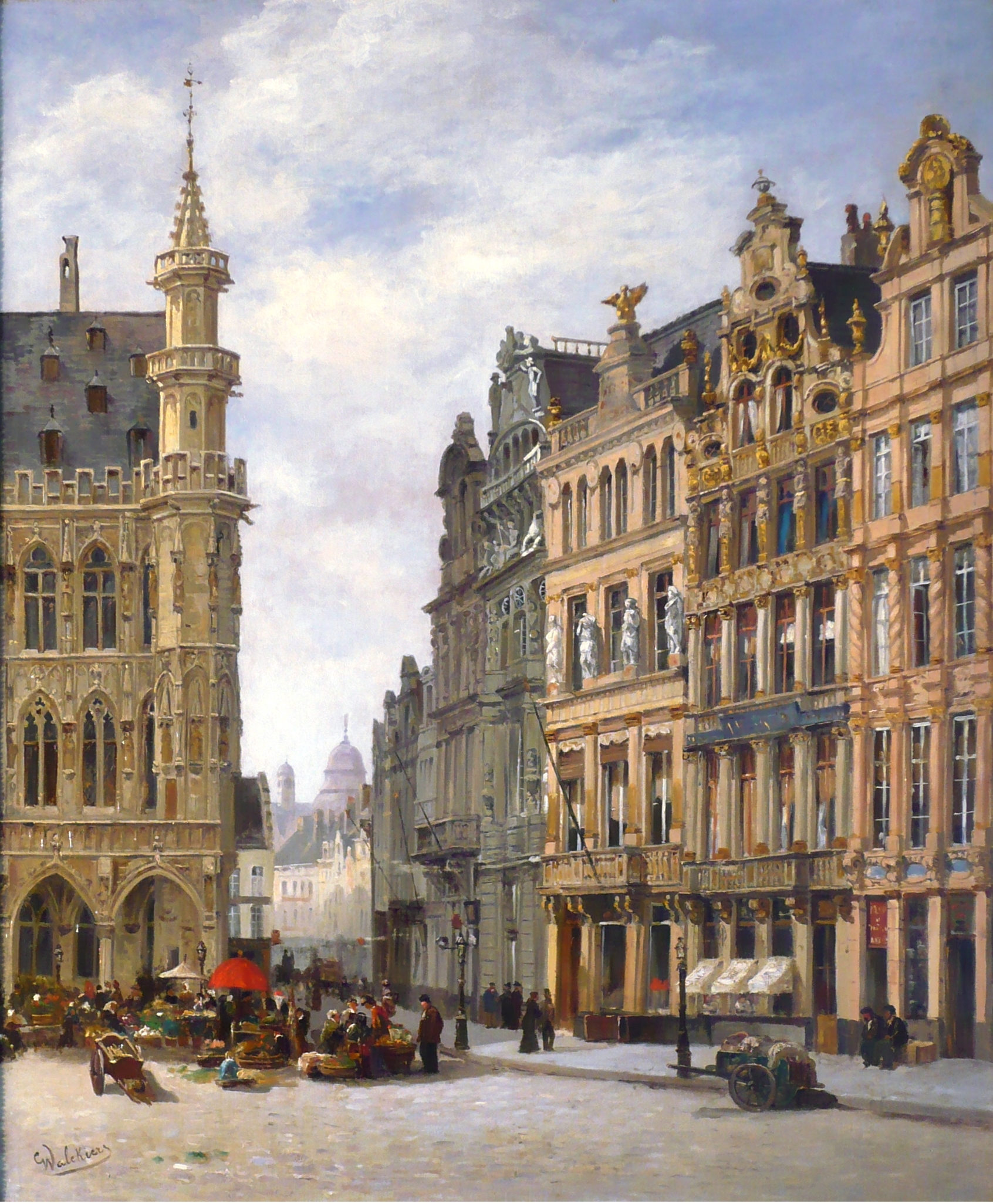
Les maisons du Renard, du Cornet, de la Louve, du Sac et de la Brouette sur un tableau de Gustave Walckiers (vers 1880).

## Architecture

### Rez-de-chaussée et entresol
La « Maison du Cornet », édifiée en pierre de taille, présente une façade étroite composée de trois travées, sauf les deux derniers niveaux qui en comptent quatre.
Le rez-de-chaussée et l'entresol sont percés de baies rectangulaires séparées par des pilastres à bossages. ces deux niveaux sont « séparés par un bas-relief figurant un cornet, au centre, et par un décor de balustres, à gauche et à droite ». Les baies et pilastres de l'entresol sont surmontés d'une frise de palmettes, d'une frise de denticules et d'une frise d'oves.

Rez-de-chaussée
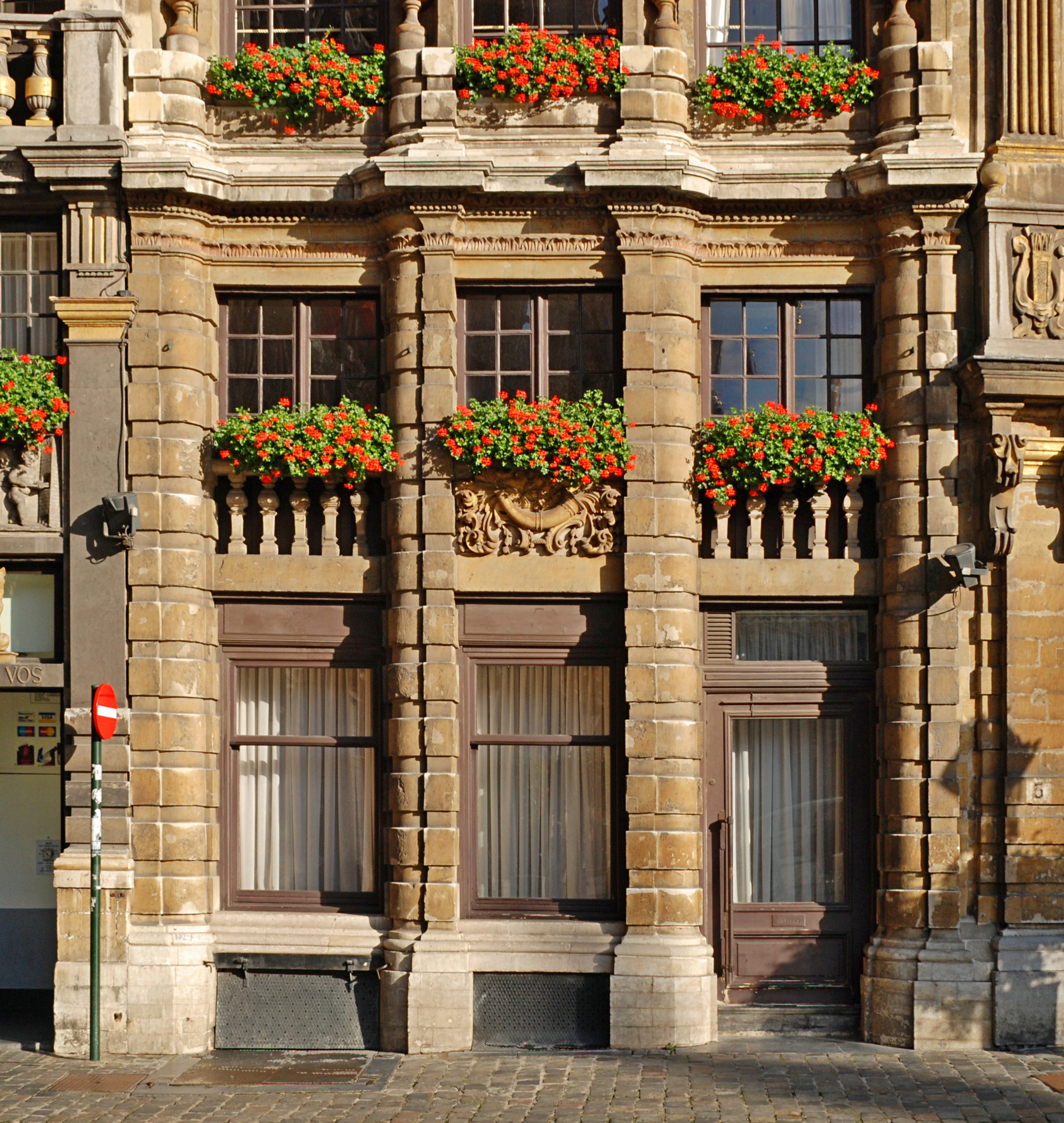
Le rez-de-chaussée.
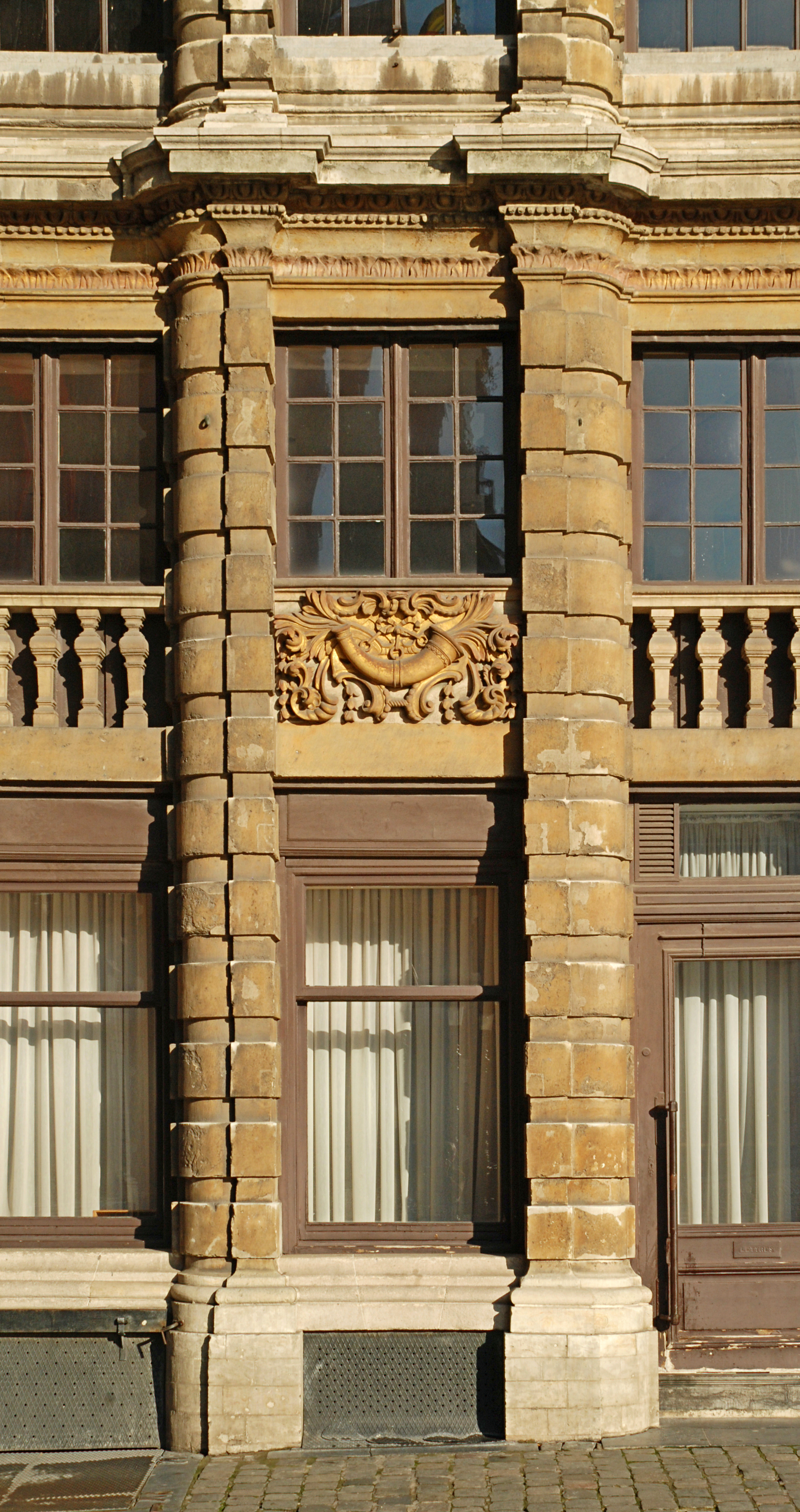
La travée à l'enseigne.
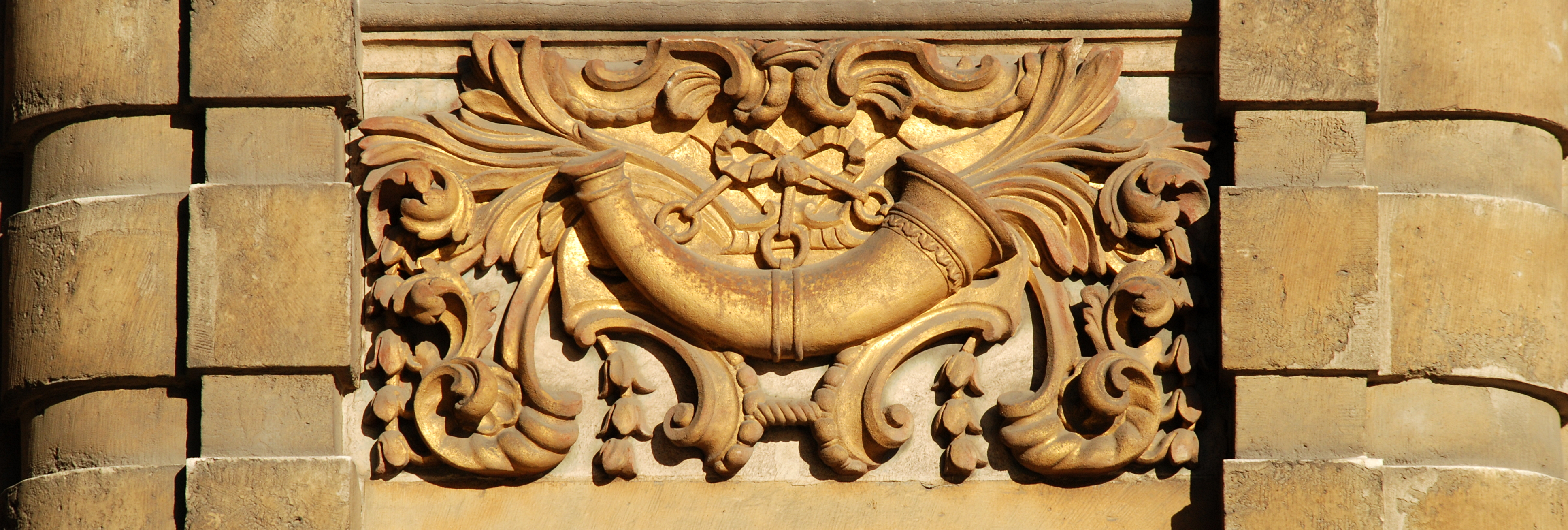
L'enseigne au cornet.

### Étages
Le premier étage est orné d'un oriel (fenêtre en saillie) et de quatre vases à fleurs.
Les fenêtres à arc surbaissé du deuxième étage sont surmontées d'oculi ovales et bordées sur les trumeaux d'ornements dorés symbolisant la corporation des Bateliers (gouvernail, rame, harpon, poulies, ancre, cordages...) surmontés du soleil, de la lune et d'étoiles.

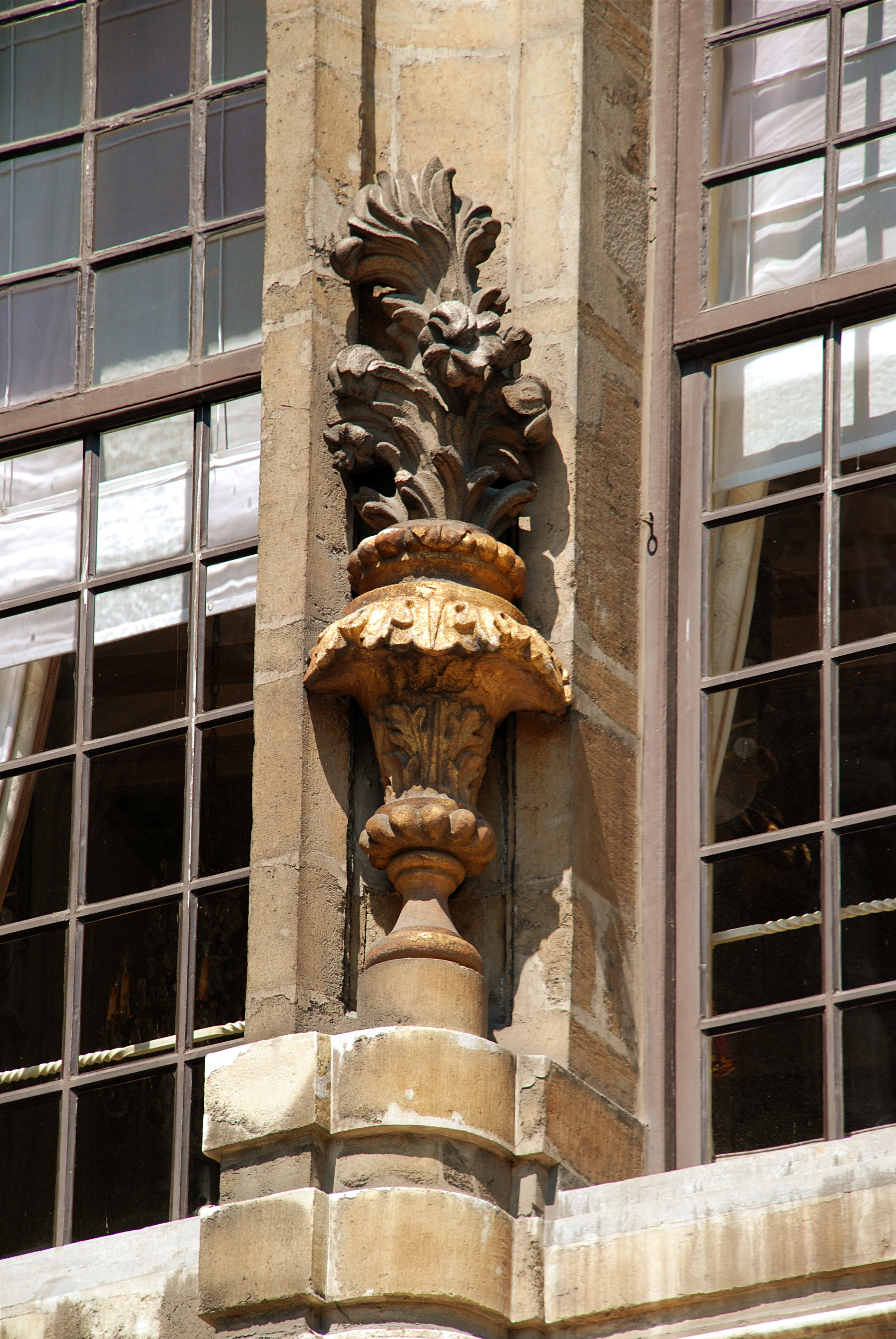
Pot à feu du second étage.
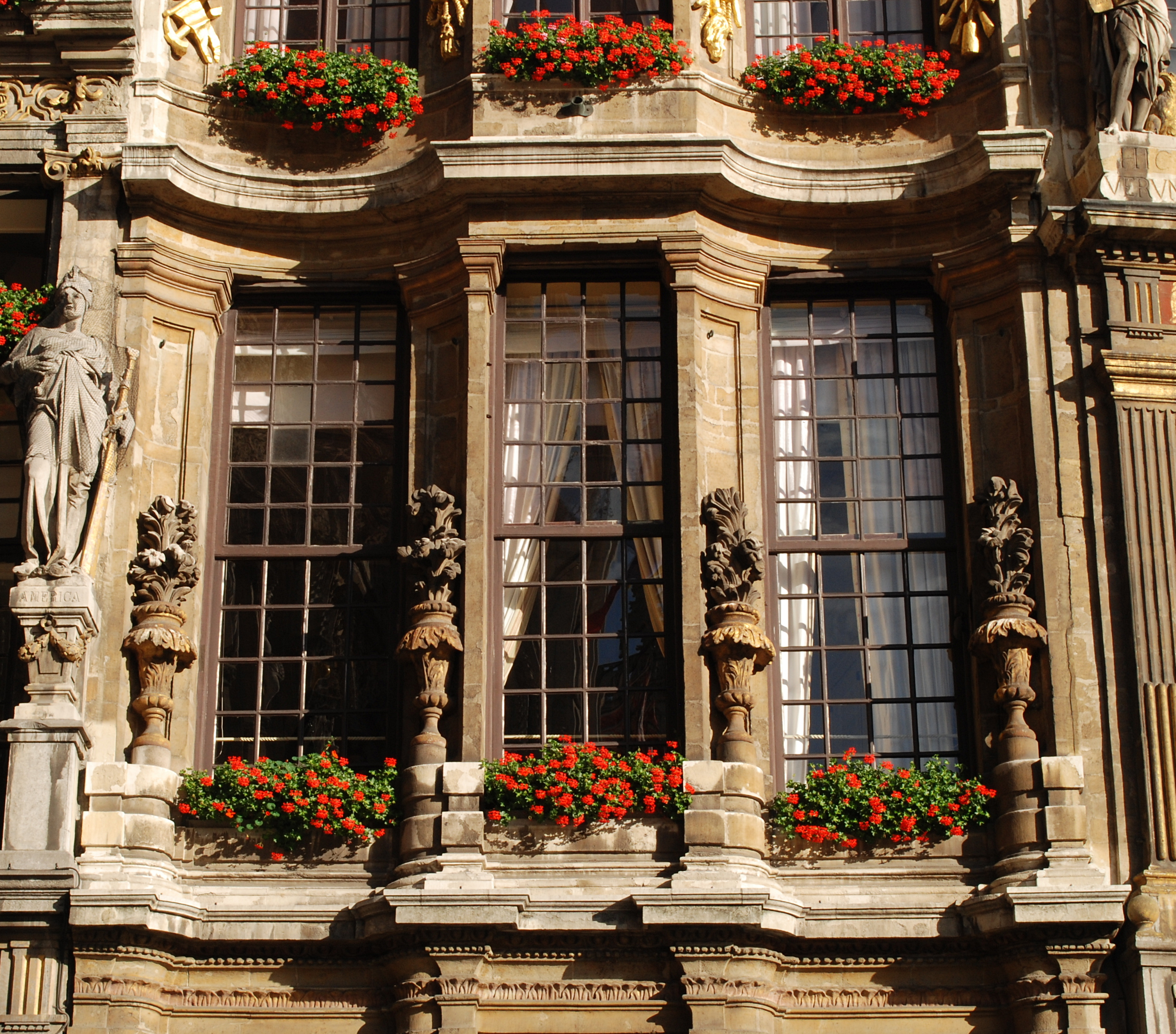
Le 1er étage et ses vases à fleurs.
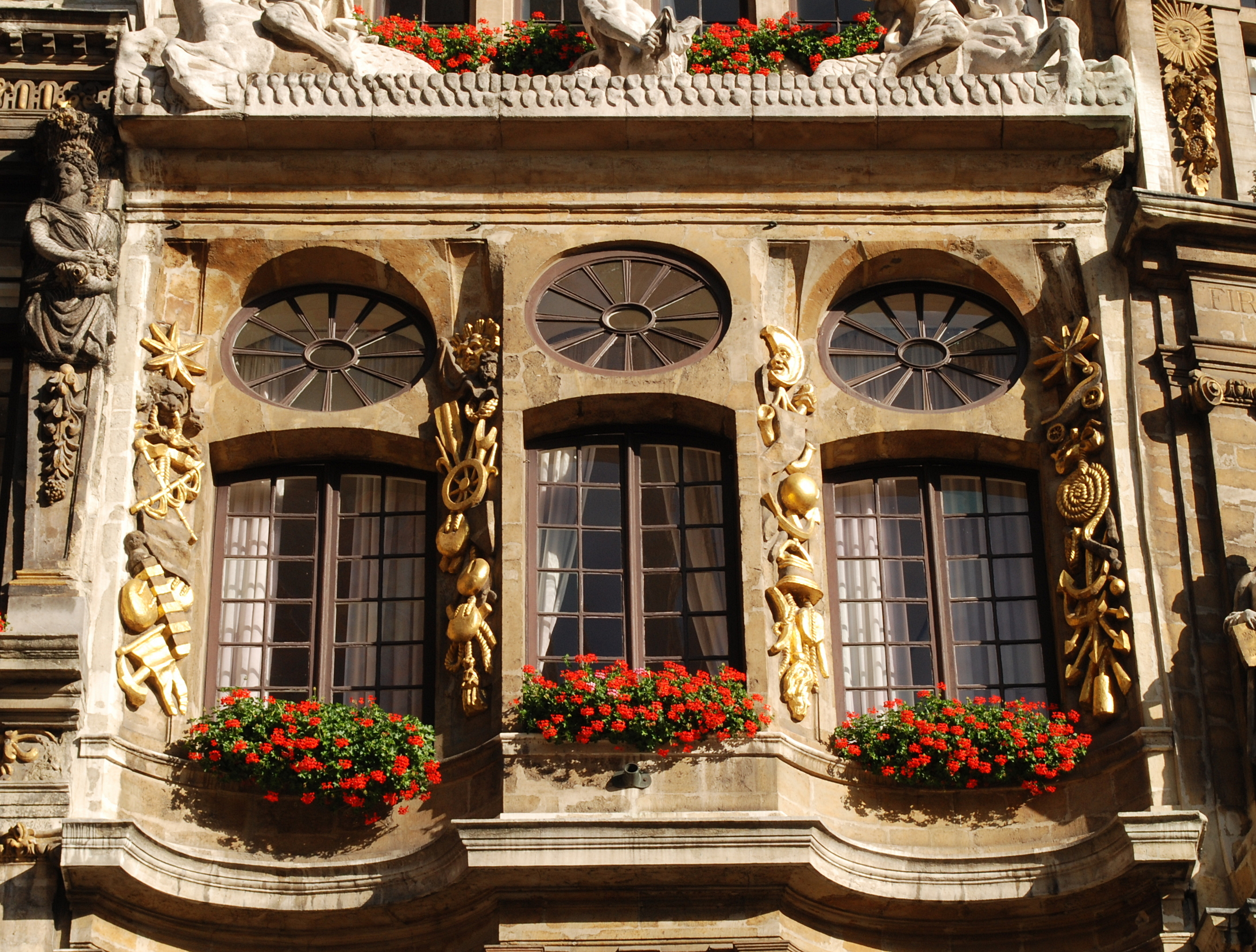
Le 2e étage et ses décorations.

### Pignon en forme de poupe de navire
Le troisième étage, le quatrième étage et le fronton forment un pignon dont la couleur blanche tranche sur le reste du bâtiment et qui représente la poupe ou le château arrière d'un navire,,,.
Le troisième étage, percé de quatre baies en plein cintre séparées par des pilastres à chapiteau mouluré surmontés de corbeaux, est précédé d'une terrasse ornée de sculptures de Godefroid Devreese, figurant, selon la source, « deux chevaux marins  montés par un cavalier, de part et d'autre d'un triton » ou « Neptune, entouré de chevaux marins montés par des tritons ».
Le quatrième et dernier étage, percé de baies en anse de panier, est surmonté d'un « fronton terminal sculpté, au centre, d'un médaillon figurant Charles II, roi d'Espagne, entre les quatre vents et cantonné de deux marins et de deux dauphins » . « Deux matelots se tiennent debout sur des socles soutenus par des dauphins ; celui de gauche est un patron de barge du XVIe siècle, l'autre, un gueux de mer, coiffé du « zuidwester », botté très haut, un grand coutelas à la ceinture, le pistolet au poing et le harpon d'abordage à la main gauche ». Ce fronton est l'œuvre de Pierre Braecke,.
« Au sommet, un groupe de deux lions héraldiques tenant les armes de Charles II, souverain des Pays-Bas à l'époque de la reconstruction du bâtiment » (1697).

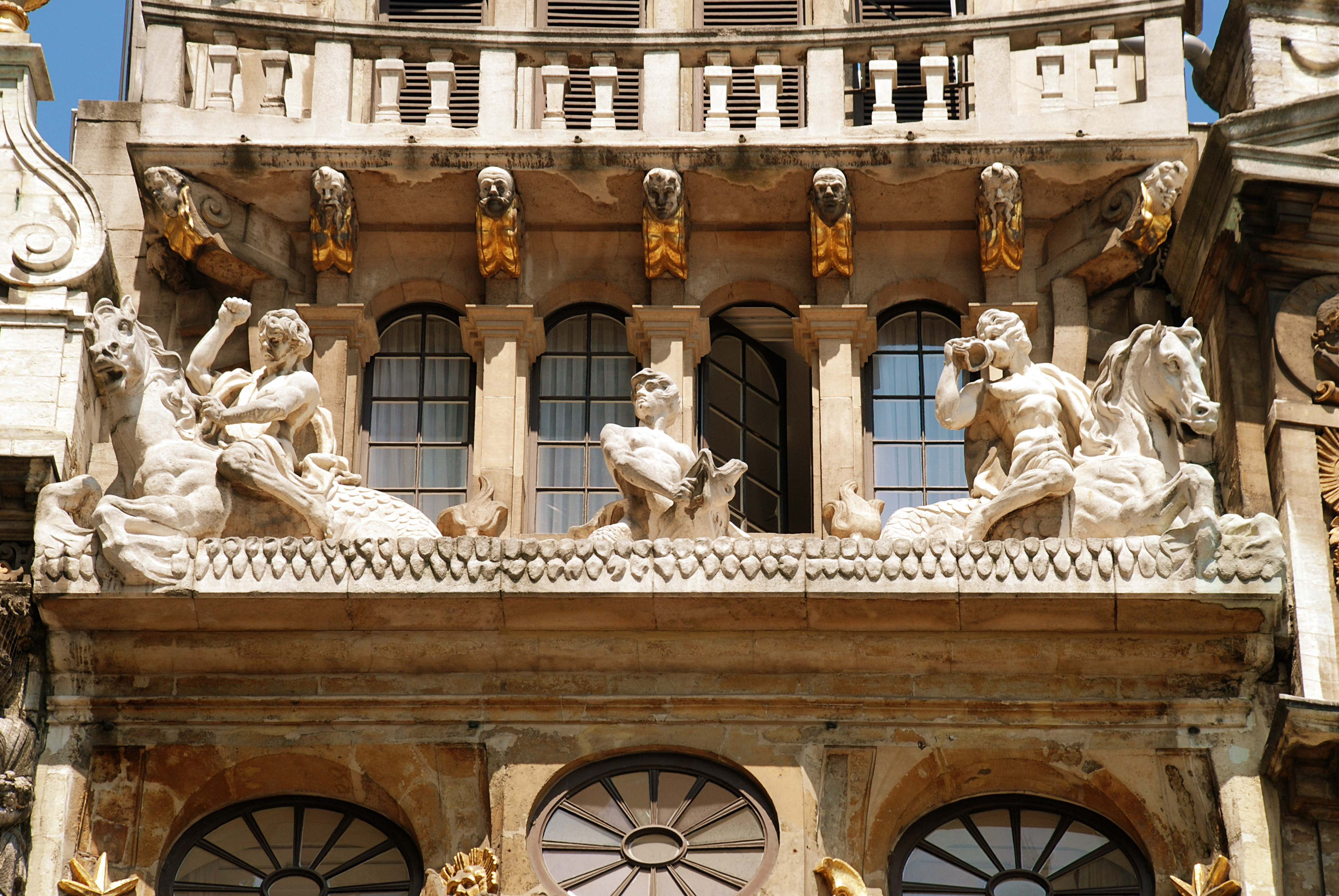
Terrasse du 3e étage.
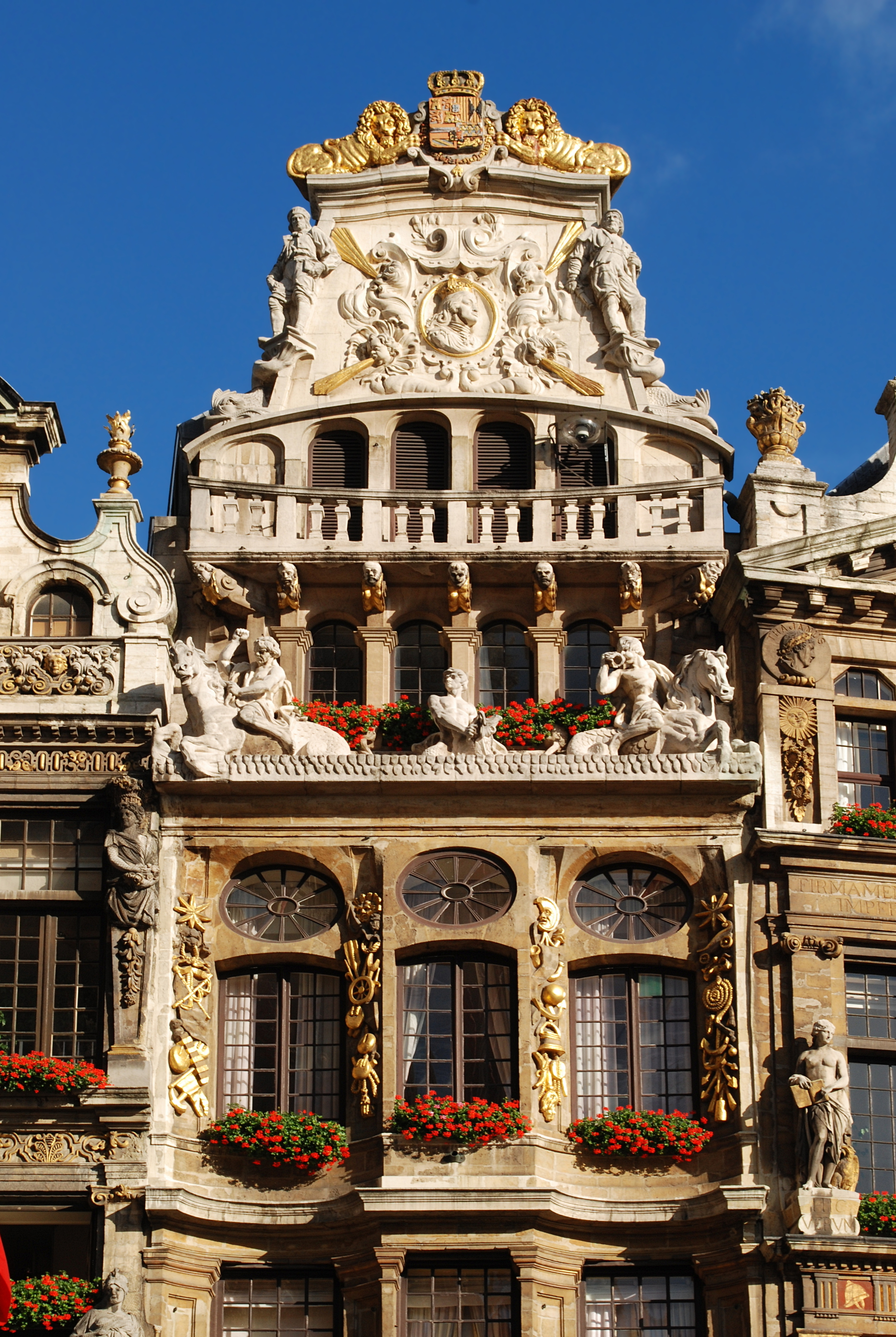
Le pignon en forme de poupe de navire.
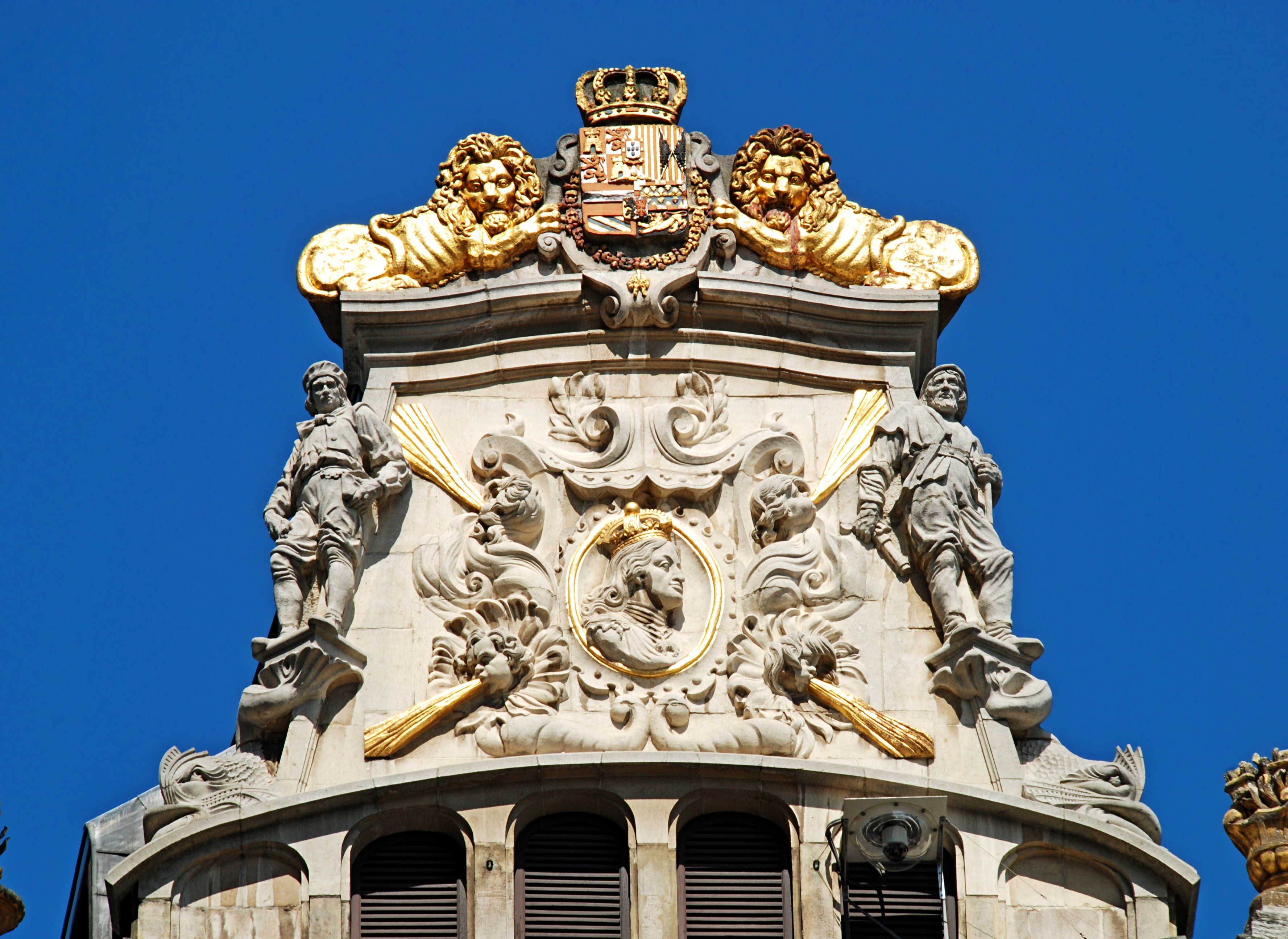
Le fronton orné du médaillon figurant Charles II, roi d'Espagne.

## Bibliographie

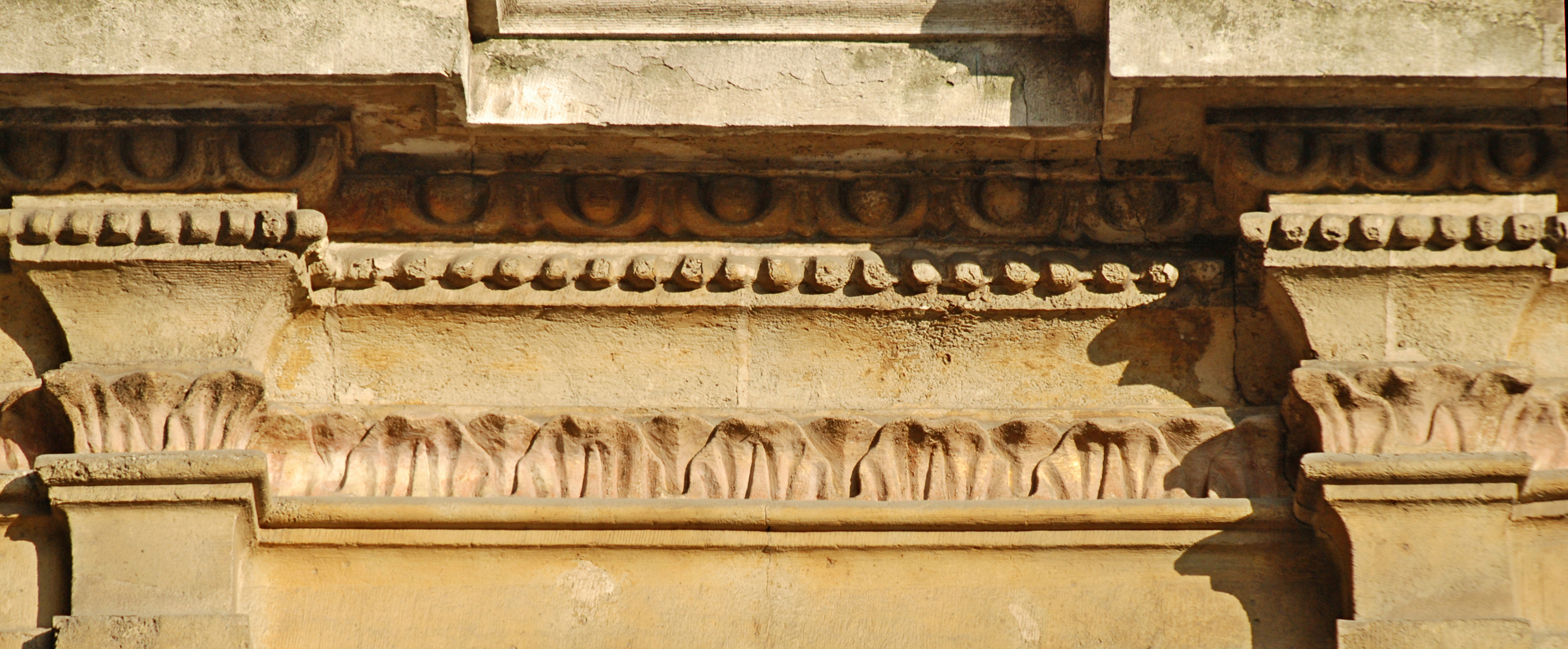
Frises de palmettes, de denticules et d'oves de l'entresol.